# Regina Cattrysse
Regina Maria Cattrysse (Aartrijke, 19 augustus 1911 - Erps-Kwerps, 5 september 2014) was een Belgisch bestuurster.

## Levensloop
Samen met Maria Baers, Stella Walrave, Philippine Vande Putte, Nathalie Elsocht, Antonia Pauli en Eugenie De Gols stond Cattrysse aan de wieg van de Kristelijke Arbeiders Vrouwengilde (KAV).
In 1959 volgde ze Philippine Vande Putte op als algemeen secretaris van deze organisatie. Onder haar bestuur werd de focus gelegd op de vrouwenarbeid. In 1964 werd ze opgevolgd als algemeen secretaris door Rika Steyaert.